# Fris
En arquitectura clàssica s'anomena fris a l'element central de l'entaulament. L'entaulament, en ordre descendent, està integrat per: la cornisa, el fris i l'arquitrau (biga principal); per sota hi hauria el capitell de la columna. El fris pot ser llis o (en els ordres jònic i corinti) estar decorat amb baixos relleus. En l'ordre dòric el fris acostuma a estar decorat amb mètopes i tríglifs. En interiors, el fris d'una habitació és la part de la paret sobre la motllura per a quadres i sota les motllures del sostre o la cornisa. Per extensió, un fris és una llarga banda decorativa pintada, esculpida o fins i tot cal·ligrafiada, per sobre del nivell dels ulls. Els frisos decoratius poden representar escenes en una seqüència de plafons separats. El material de construcció del fris pot ser escaiola, fusta tallada o algun altre material decoratiu. S'anomena pulvino al fris de secció convexa. Aquests frisos van ser característics del manierisme nòrdic del segle xvi, especialment en l'arquitectura d'interiors i el mobiliari.

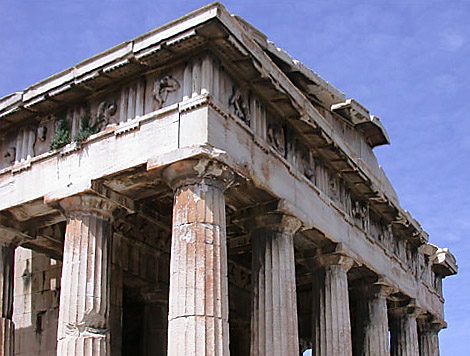
Entre el frontó i les columnes veiem l'entaulament.
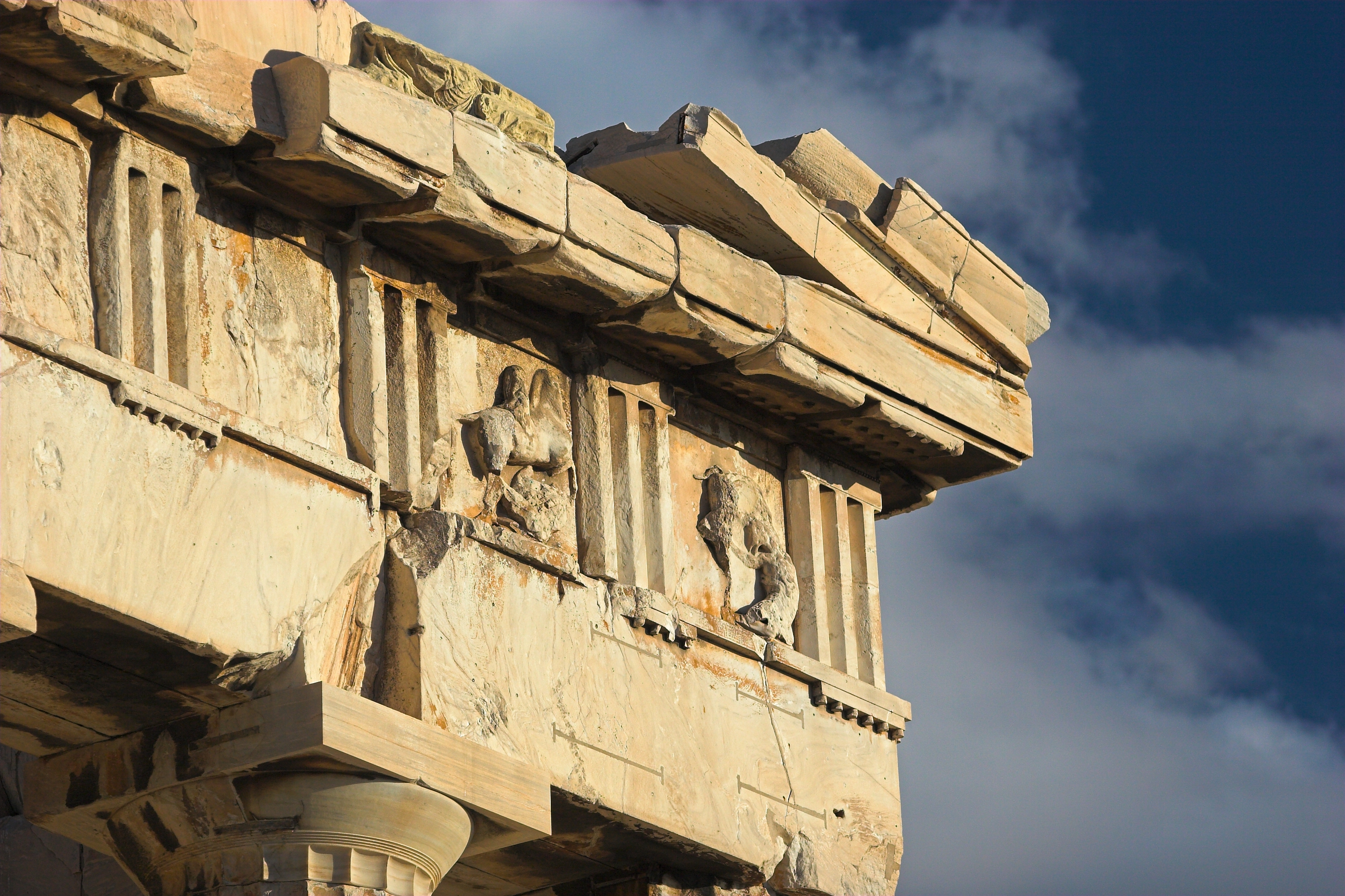
Detall del fris dòric del Partenó on s'observen les mètopes i els tríglifs.
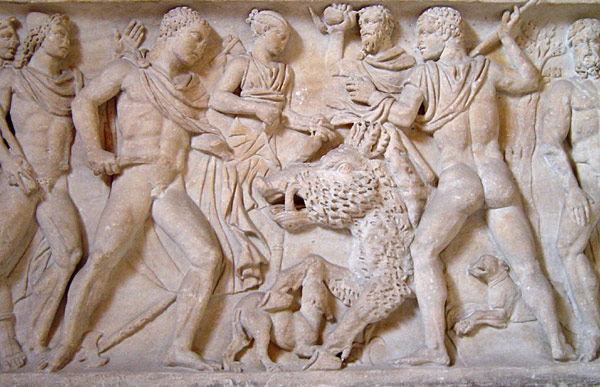
Cacera a Calidònia, fris romà, Ashmolean Museum, Oxford.
Fris d'estàtues de la catedral Notre Dame de París.